# Yeşildirek SK
Yeşildirek Spor Kulübü (of simpelweg Yeşildirek SK) is een sportclub opgericht in 1951 te Istanboel, Turkije. De clubkleuren zijn geel en groen.
Yeşildirek SK heeft in het verleden tussen 1961 en 1963 twee seizoenen in de Süper Lig gevoetbald. In 1962, hun eerste seizoen in de hoogste Turkse voetbaldivisie, eindigde Yeşildirek SK op de zestiende plaats in een competitie met twintig clubs. Het jaar erop degradeerde Yeşildirek SK, nadat ze elfde en laatste waren geworden in hun groep.
Een van de bekendste oud-trainers van Yeşildirek SK is Cihat Arman, ex-keeper van Fenerbahçe SK en het Turks voetbalelftal.